# Stiftung Naturschutz Thüringen
Die Stiftung Naturschutz Thüringen ist eine landeseigene Stiftung des Freistaates Thüringen, die u. a. Maßnahmen des Naturschutzes und der Landschaftspflege in Thüringen fördert. Vorsitzender des Stiftungsrates ist der Staatssekretär des Thüringer Naturschutzministeriums Burkhard Vogel.

## Entwicklung
Die Stiftung wurde auf Beschluss der Thüringer Landesregierung (Kabinett Vogel I) am 12. Dezember 1995 gegründet. Sitz der Stiftung ist Erfurt. Das Stiftungskapital beträgt 9,8 Millionen Euro.
Thüringens Umweltministerin Anja Siegesmund (Grüne) teilte 2016 mit, dass das Land seine jährlichen Mittel für die Stiftung verdoppele und ab 2017 600.000 Euro zur Verfügung stelle. Mit der Aufstockung sollen vor allem Stellen finanziert werden.

## Aufgabe
Die Stiftung hat die Aufgabe
- die Forschung im Bereich Naturschutz und Landschaftspflege zu fördern
- Maßnahmen zur Aufklärung und Weiterbildung im nachhaltigen Umgang mit Naturgütern zu fördern oder selbst durchzuführen
- Umweltbildung und Weiterbildungsangebote zu fördern.
- Flächensicherung durch Pacht oder Erwerb vorzunehmen und so Naturschutz und Landschaftspflege zu fördern bzw. selbst zu betreiben.
- Pflegemaßnahmen in Schutzgebieten vorzunehmen.
- Mittel der Ausgleichsabgabe für ihre Ziele einzusetzen.

Eine Schwerpunktaufgabe der Stiftung ist der Erhalt des Biotopverbundes Grünes Band, an dem Thüringen einen Anteil von 763 km hat. Zum Erhalt des Grünen Bandes sind inzwischen knapp 4.000 Hektar Fläche im Thüringer Abschnitt des Grünen Bandes in das Eigentum der Stiftung übergegangen. Der Freistaat Thüringen hat das Grüne Band Thüringen im Dezember 2018 als Nationales Naturmonument ausgewiesen. Damit steht es unter besonderem naturschutzfachlichem Schutz und soll gleichzeitig als Erinnerungslandschaft erhalten werden. Die Stiftung Naturschutz Thüringen hat die Trägerschaft des Nationalen Naturmonuments „Grünes Band Thüringen“ übernommen.

## Organisation
Organe der Stiftung sind der Stiftungsrat und der Geschäftsführer. Der Stiftungsrat beschließt über die allgemeinen Richtlinien, Programme und Maßnahmen zur Erfüllung des Stiftungszwecks und legt die Grundsätze der Verwaltung fest. Für die Führung der Stiftungsgeschäfte ist der Geschäftsführer zuständig.

## Flächen und Projekte

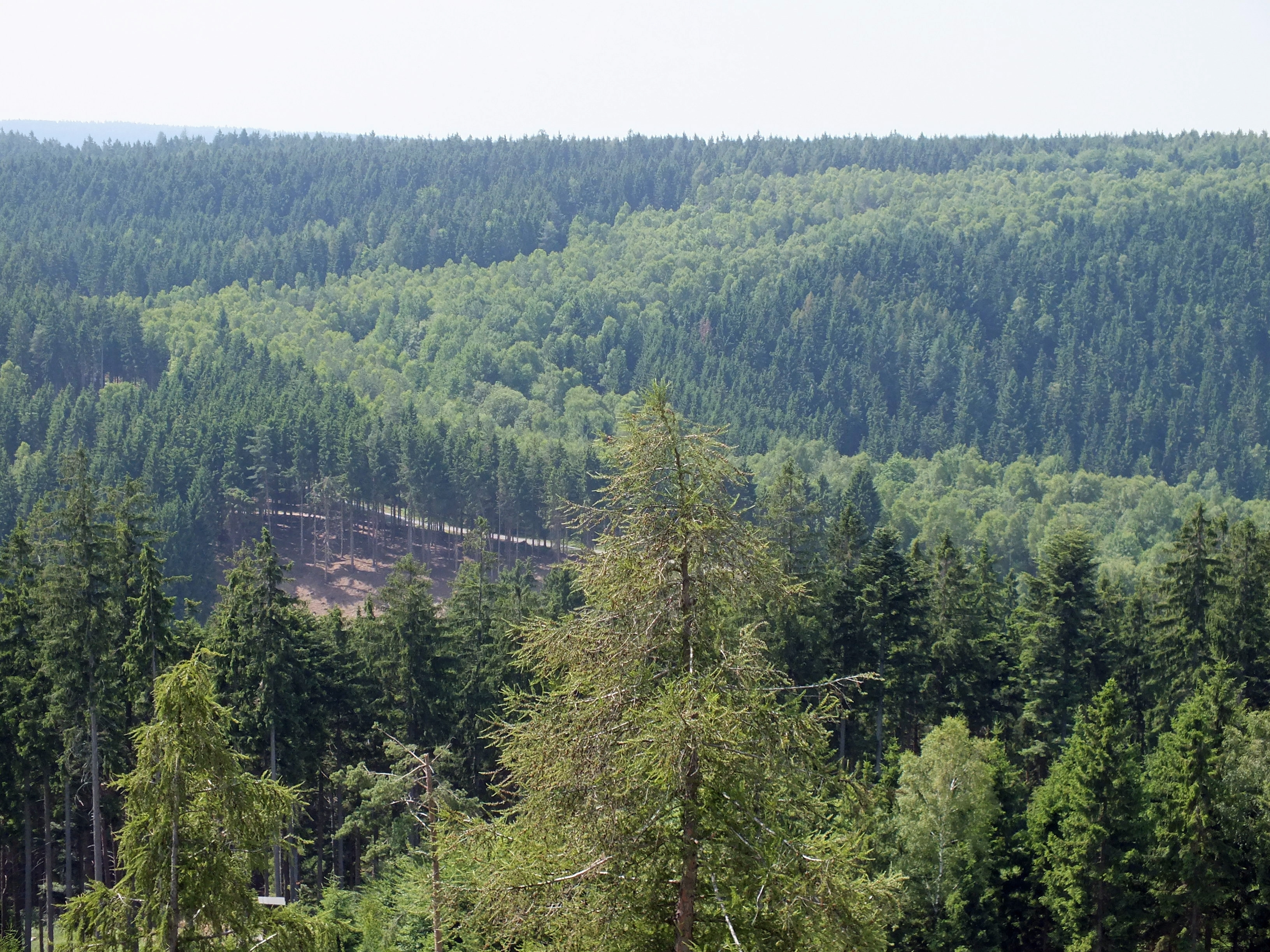
Ein Teil des Thüringer Grünen Bandes von der Thüringer Warte aus gesehen, zu erkennen als helleres Laubwaldband

Die Stiftung betreut über 6000 Hektar an Flächen in Thüringen. Darunter fallen auch die mehr als 4000 Hektar Flächen des Grünen Bandes entlang der ehemaligen innerdeutschen Grenze.
Die Stiftung renaturierte u. a. Teile der Werraaue bei Frankenroda im Wartburgkreis. Ein weiteres Langzeit-Projekt ist die Wiedervernässung der Moorlandschaft bei Alperstedt im Kreis Sömmerda.